# Уразаево (Балтачевский район)
Уразаево (баш. Уразай) — деревня в Балтачевском районе Республики Башкортостан Российской Федерации. Входит в состав Староянбаевского сельсовета.

## География

### Географическое положение
Расстояние до:
- районного центра (Старобалтачёво): 19 км,
- центра сельсовета (Староянбаево): 3 км,
- ближайшей ж/д станции (Куеда): 86 км.

## История
По материалам Первой ревизии, в 1722 году в деревне были учтены 170 душ мужского пола служилых мещеряков.
В «Списке населенных мест по сведениям 1870 года», изданном в 1877 году, населённый пункт упомянут как деревня Уразаева 1-го стана Бирского уезда Уфимской губернии. Располагалась при речке Куще, слева от Кунгурского и Сибирского почтовых трактов, в 75 верстах от уездного города Бирска и в 40 верстах от становой квартиры в селе Аскине. В деревне, в 200 дворах жили 1231 человек (618 мужчин и 613 женщин, мещеряки, тептяри), были мечеть, 2 училища, 3 водяных мельницы.

## Население
| 2002 | 2009 | 2010 |
| ---- | ---- | ---- |
| 452  | ↘449 | ↘420 |

Согласно переписи 2002 года, преобладающие национальности — татары (55 %), башкиры (44 %).

## Религия
В деревне есть мечеть.